# جاك كوري
بول-جاك كوري (بالفرنسية: Jacques Curie) (1856-1941) فيزيائي فرنسي، وأستاذ في جامعة مونبلييه. درس هو وشقيقه بيار كوري، الكهربية الحرارية في ثمانينيات القرن التاسع عشر, واكتشفا بعض تقنيات الكهرباء الانضغاطية.